# Hammarby (località)
Hammarby è un'area urbana della Svezia situata nel comune di Sandviken, contea di Gävleborg.
La popolazione rilevata nel censimento 2010 era di 552 abitanti .